# Josipa Bura
Josipa Bura je hrvatska košarkašica, članica hrvatske košarkaške reprezentacije. Članica je češkog Sokol HK.

## Karijera
2005. je bila članicom hrvatske ženske košarkaške reprezentaciju za igračice do 20 godina koja je osvojila 5. mjesto., a s njom su još igrale Mirna Mazić, Iva Ciglar,  Sanda Tošić (5. po šutu za tricu), Monika Bosilj (najbolja izvođačica slobodnih bacanja) i druge, a izbornica je bila Linda Antić-Mrdalj. Josipa Bura je bila 3. igračica na cijelom turniru po preciznosti šuta za dvicu.
Sudjelovala je na završnom turniru europskog prvenstva 2007. godine.
2008. je bila u skupini igračica koje je pozvao izbornik Nenad Amanović na pripreme za EP 2009.
Osvojila je broncu na Mediteranskim igrama 2009. godine.